# Schapdetten

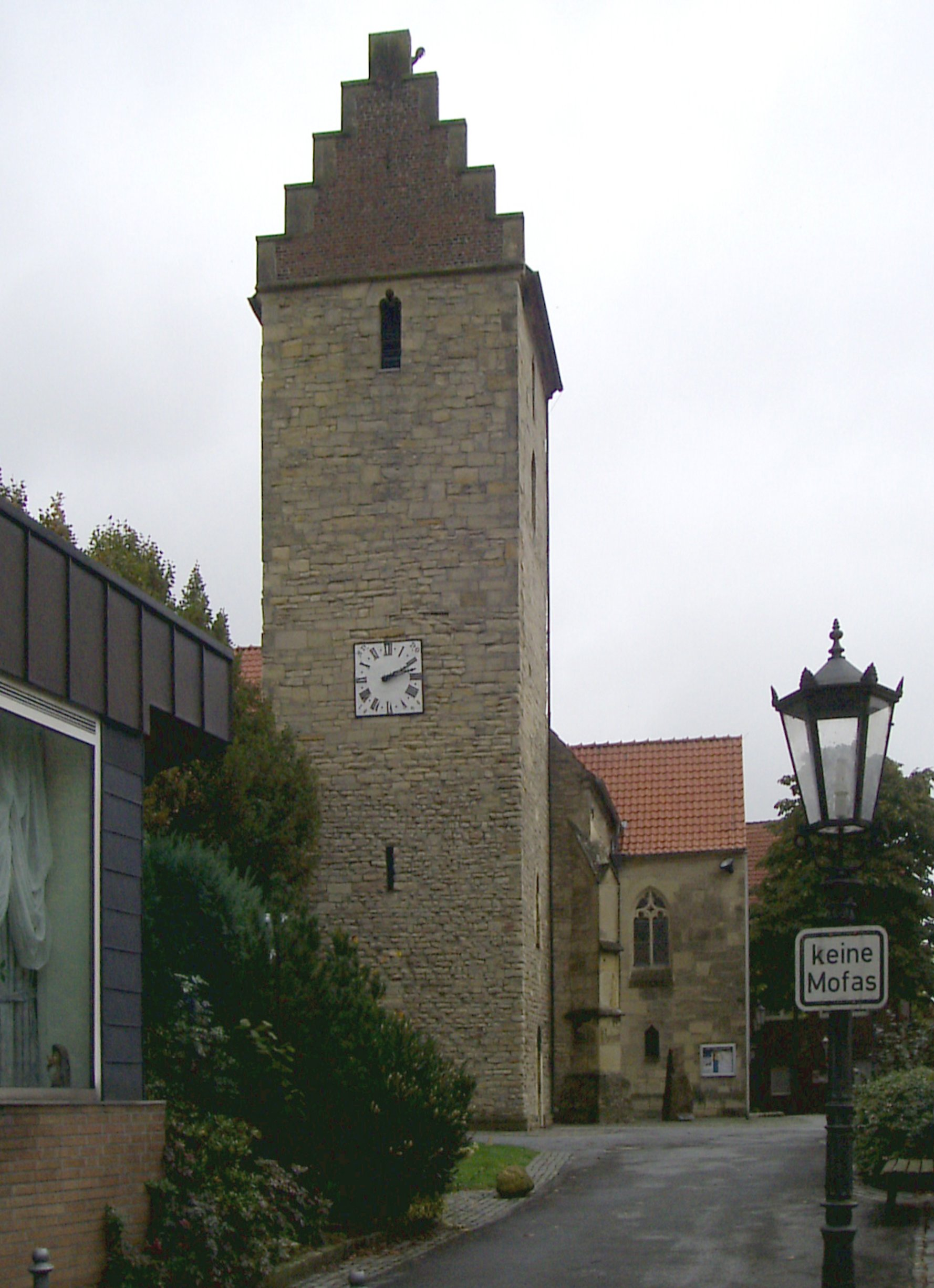
Pfarrkirche St. Bonifatius

Der Ort Schapdetten (plattdeutsch Detten) ist ein Ortsteil der Gemeinde Nottuln im Kreis Coesfeld, Nordrhein-Westfalen. Das Wahrzeichen des Dorfes ist der Treppenturm der katholischen Pfarrkirche St. Bonifatius. In Schapdetten leben 1291 Einwohner (Stand 31. Dezember 2022).

## Geographie

### Lage
Schapdetten liegt am Südwesthang der das Münsterland durchziehenden Hügelgruppe der Baumberge nahe dem Oberlauf der Stever.

### Nachbarorte
Schapdetten grenzt an die Orte Havixbeck, Bösensell, Appelhülsen und Nottuln.

## Geschichte
In Schapdetten befand sich ein aus dem Besitz des sächsischen Edelherren und Stifters Everword (* ca. 810; † 3. Mai 863) und seiner Frau Geva stammender Hof, der an das Kloster Fulda gefallen war. Der Legende nach soll der heilige Bonifatius auf seiner Missionsreise nach Friesland im Jahr 753 die Urgroßeltern des Stifters getauft haben.
Um 1122 wurde der Ort als Eigenkirche des Klosters Fulda gegründet.
Die Pfarrkirche St. Bonifatius ist eines der ältesten Bonifatius-Patrozinien im Bistum Münster. Im Münsterland trägt nur noch das ehemalige Damenstift Freckenhorst dieses Patrozinium.

### Name
Schapdetten hieß ursprünglich Thetton. Der Name Thetton geht aus einer vom Bischof Siegfried von Münster (Amtszeit 1022 bis 1032) stammenden Urkunde hervor. Aus Thetton wurde zunächst Detten. Der alte Ortsname Detten findet sich in der westfälischen Mundartliteratur und wird auch heute noch in Straßen- und Flurnamen wie z. B. Detterbach, Detter Berg (182 m ü. NHN), Detterfeld, und Detterheide gebraucht. Wohl zur Unterscheidung zum Ort Emsdetten, der früher ebenfalls Detten hieß, wurde aus Detten später Schapdetten. Der Ortsname Schapdetten ist zuerst im Jahr 1230 dokumentiert. Die Unterscheidungssilbe „Schap“ ist das „Schaf“, das in Orts- und Flurnamen häufig vorkommt. In Behörden fand sich häufig die Schreibweise „Schafdetten“, woraus der westfälische Dialekt dann Schapdetten formte.

### Burg Lughenborg
Im Mittelalter, vor dem erst neuzeitlichen Anbau der Kötter und sonstigen Kleinsiedler, bestand die Bauerschaft aus den – insgesamt spätestens vom 14. Jahrhundert ab belegbaren, heute noch bestehenden – Höfen Schulte Detten, Schulte Greving, Hummeling und Spork; dazu kam noch der Wedemhof, die Pastorat.
Zum Hof Hummeling gehörte ein Grundstück oben auf dem Detterberg, das Burghohl hieß. Auf dem dortigen Luggenkamp stand die mit einem Graben umgebene Lughenborg. In einer Katasterurkarte von 1826/27 im Katasterarchiv der Regierung Münster lautet der Name Lungenberg.

### Verwaltungszugehörigkeit
Durch die kommunale Neugliederung, die am 1. Januar 1975 in Kraft trat, wurde die davor selbstständige Gemeinde in die Gemeinde Nottuln eingegliedert.

## Sage
Im Detter Berg bei Schapdetten sitzt der Grinkenschmied und schmiedet Pflugeisen, beschlägt die Pferde, liefert überhaupt alle Schmiedearbeit, erhält jedoch dafür keine Bezahlung, sondern nur einen Braten; besonders leiht man für diesen Lohn seinen Bratspieß bei Hochzeiten. Einmal ist das auch geschehen, und als nun die Hochzeit vorüber ist, schickt der Bauer seinen Knecht mit Spieß und Braten zurück zu Grinkenschmied; der Knecht aber frißt den Braten unterwegs auf, und als nun Grinkenschmied sagt: „Dat is mien Spitt, aower wao is mien Braoden?“, antwortet der Knecht frischweg: „Dao weet ik niks van af.“ Da ist Grinkenschmied zornig geworden und hat gerufen: „Wahr di, ik sall mien Braoden wull kriegen.“ Als das der Knecht, welcher zu Pferde war, hörte, hat er sich eiligst davongemacht; aber als er zu Hause ankam, war seinem Pferde ein großes Stück aus dem Batzen gerissen; das war Grinkenschmied's Braten.

## Infrastruktur
- Feuerwehrhaus der Freiwilligen Feuerwehr
- Katholischer Kindergarten St. Bonifatius
- Pfarrzentrum
- Sportzentrum
- Dettener Dorfladen

## Sehenswürdigkeiten

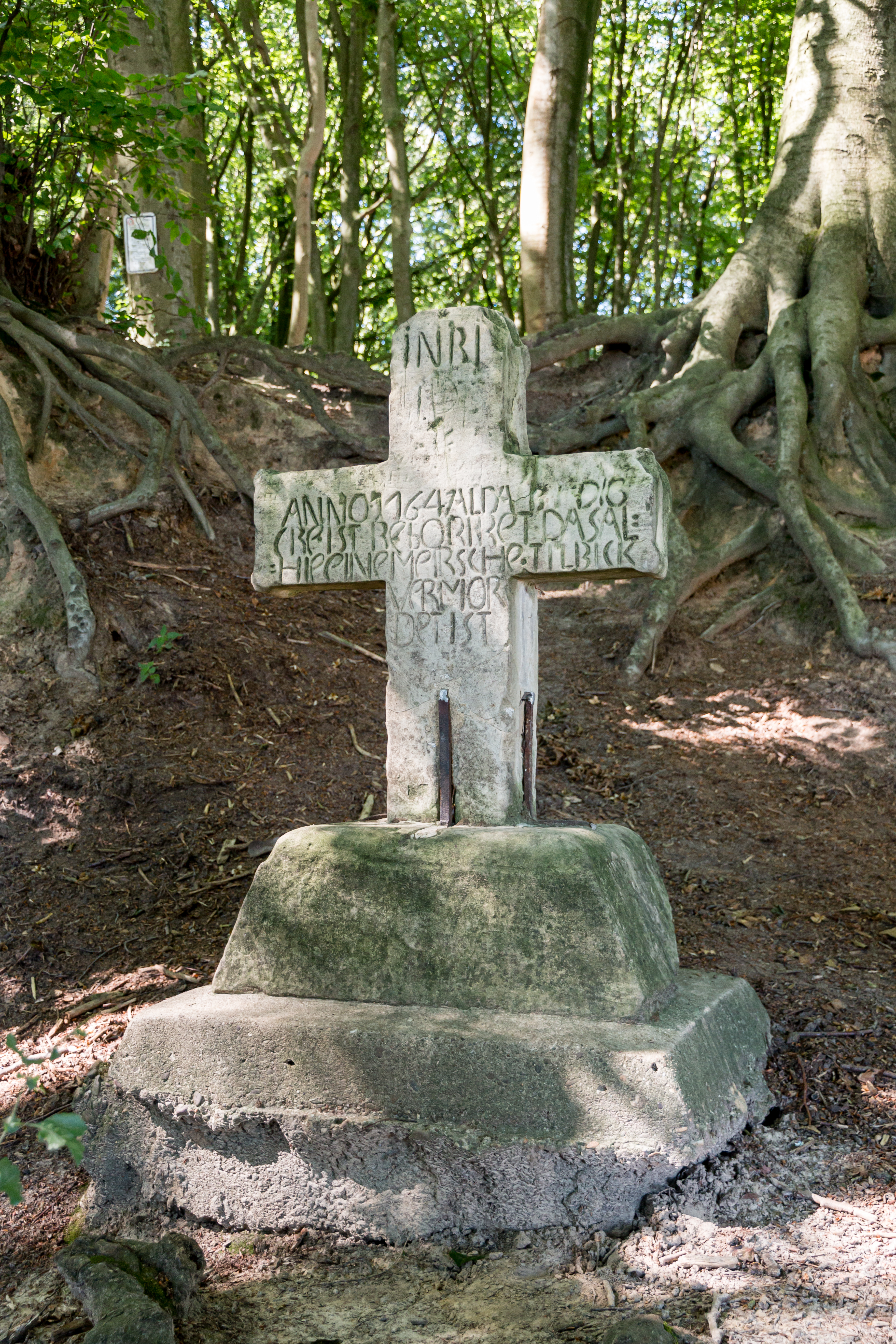
Tilbecker Mordkreuz

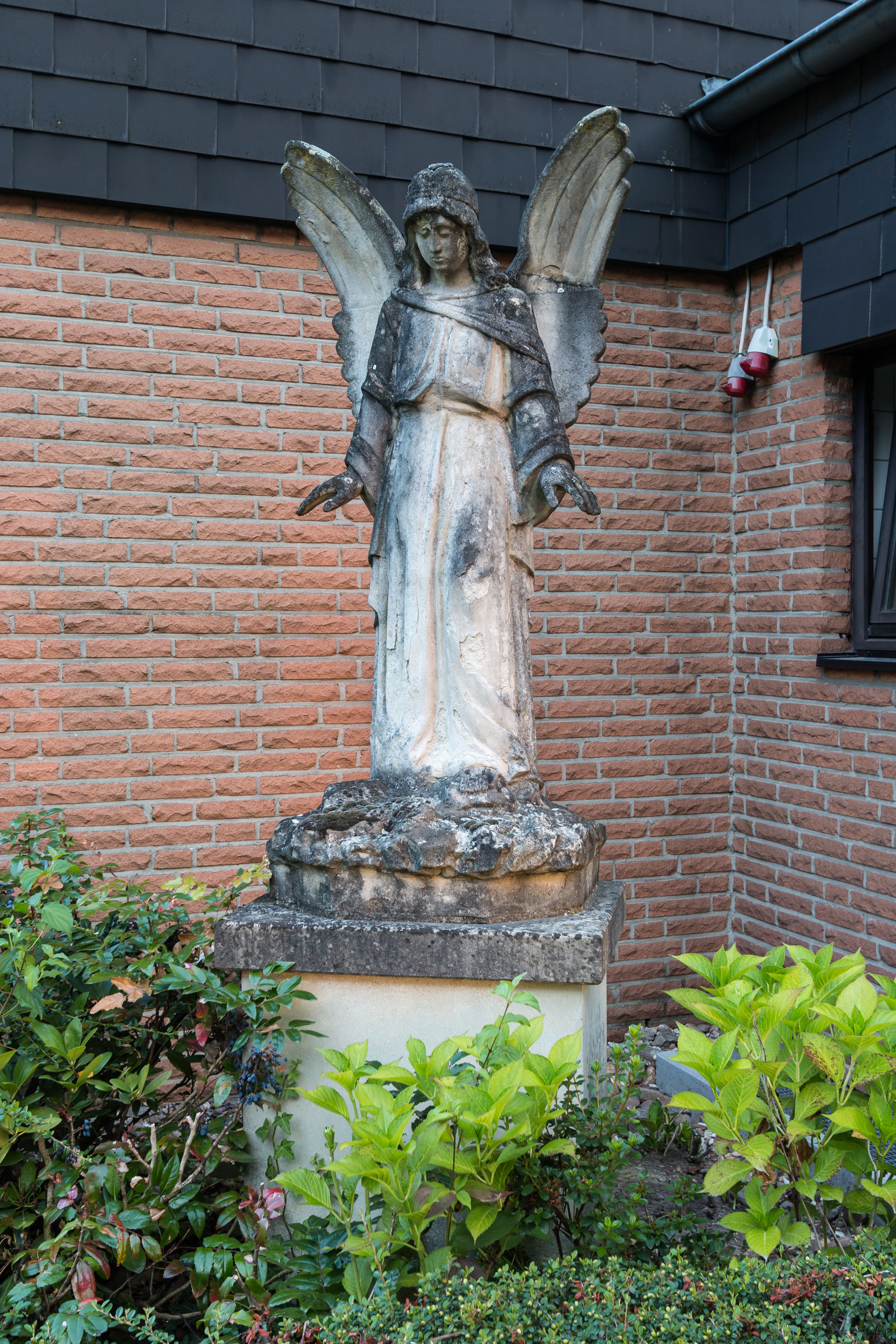
Schutzengel am Pfarrheim St. Bonifatius

- Hexenpütt (Sieben Quellen), eine Überlaufquelle[8] mit reichhaltiger quelltypischer Fauna.[9]
- Katholische Pfarrkirche St. Bonifatius
- Laerbrockkreuz
- Lager Herbstwald
- Landwehr
- Mordkreuz der Mersche von Tilbeck[10]
- Villa Alstede

## Persönlichkeiten
- Lotte Bach (1908–1995), Stickerin und Paramentikerin
- Michelle Barthel (* 1993), Schauspielerin
- Karl-Heinz Metzger (1927–2013), Maler und Bildhauer
- Walter Pinsdorf (* 1926), Zoologe und Bienenkundler
- Heinrich Wesselinck († 1965), Pfarrrektor und Ehrenbürger von Schapdetten[11]
- Eberhard Zwirner (1899–1984), Mediziner und Phonetiker
- Helmut und Christel Kemper (1933–2021; 1934–2021), Gastwirte und Hofbesitzer